# Rosoux-Crenwick
Rosoux-Crenwick (nld. Roost-Krenwik, wa. Rozou-Crinnwik) – dzielnica (section) gminy Berloz w Belgii, w Regionie Walońskim, w prowincji Liège, w okręgu Waremme. 1 stycznia 2020 roku liczyła 741 mieszkańców. Do 31 grudnia 1976 r. samodzielna gmina. 

## Demografia
Liczba mieszkańców, stan na 1 stycznia:
| Rok                | 1930 | 1947 | 1961 | 2020 |
| ------------------ | ---- | ---- | ---- | ---- |
| Liczba mieszkańców | 799  | 706  | 683  | 741  |